# 공정관리
공정관리(工程管理, process control)는 공장에서 일정한 시간 내에 일정한 수량의 제품을 일정한 가격으로 효율적으로 생산하기 위해 공장의 모든 활동을 관리하는 것을 말한다.

## 개요
기업의 생산부문은 사람·기계·재료 등을 투입하여 제품을 생산하는 장소이며 누가, 무엇을, 어디에서, 어떻게 할 것인가를 합리적으로 결정하고 제품의 흐름과 사람·기계의 생산활동이라는 양면에서 생산의 능률을 높이는 것이다. 제품의 능률이라는 것은 재공품을 감소시키고 생산기간을 단축하는 것이며, 사람·기계의 능률 면에서는 가동률을 높이고 생산성을 증대시키는 것이다.
공정관리의 방식·업무·내용은 생산방식의 차이(주문생산·예정생산·개별생산·연속생산)에 따라서 다르다. 예정생산에 의한 연속생산방식의 경우에는 제품에 대한 설비가 고정되고 한 번 생산방식이 결정되면 재료가 공정에 들어가는 시기와, 고장 기타 이상상태에 대한 작업배분이 주된 업무이며 공정관리 기능은 비교적 간단하다. 그러나 개별생산과 로트생산의 경우에는 대부분 다품종 소량 생산으로 제품혼합이 빈번하고 작업이 불연속적으로 되어 각각의 제품에 대한 기계가공(機械加工) 작업에 대한 부하(負荷)가 다르며 특히, 신제품의 비중이 많을 때에는 공정관리가 대단히 복잡하게 된다.

## 목적
공정관리는 제품의 납기와 수량·제조비용·제품품질을 가장 경제적이고 능률적으로 생산하는 것을 목적으로 하는 계획·관리활동이다.

## 공정관리의 기능
공정관리의 기능은 다음의 7가지로 분류된다.

### 공정계획
주어진 설계모형이나 도면에 의하여, 요구되는 품질의 제품을 생산하기 위한 가공순서·가공방법을 계획한다. 가공방법의 규정에는 사용설비·사용공구·품질검사 기준 등이 포함되며, 이에 따라 공정관리의 기술적 조건이 결정된다.

### 작업계열계획
공정에서의 작업할당·작업순서·가공순서를 계획하고, 생산공정의 능력균형, 작업자의 능력과 작업량 등을 검토하여 작업의 경제성을 검토한다.

### 부하계획
작업량과 납기를 검토하여 생산능력과 대응시키고, 작업계획(잔업계획·작업조 투입계획)을 입안한다. 장기적으로는 공장의 능력계획(설비투자계획·인원계획)에 이용되는 계획이다.

### 일정계획
각 공정의 착수일·완료일을 납기와 비교, 공정의 우선순위를 결정한다.

### 작업할당·지시
작업자 및 설비에 작업을 할당하고, 작업지시·작업진도를 파악한다. 소일정계획(小日程計劃)에 의한 작업준비의 이행여부, 실제작업 소요시간과 표준시간을 검토·분석한다.

### 진도통제 (독촉)
작업완료 보고에 의하여 작업진도를 파악하고, 지연작업에 대한 대책을 강구한다.

### 재계획
진행상황에 의하여 일정계획을 재조정하고, 납기지연의 방지와 그 대책을 수립한다.

## 공정관리의 관련기능
공정관리와 밀접한 관련이 있는 다른 기능으로서는 생산정보관리·생산계획·자재계획·외주관리·능률관리 등이 있는데 관련기능의 적합성 여부는 공정관리의 원활한 수행을 위하여 전제조건이 된다.

## 생산형태와 공정관리
대량생산공장의 공정관리
시장생산에 있어서 공정관리의 초점은 ① 개발공정관리, ② 조달품의 견본과 조달방법의 결정, ③ 외주처 또는 구입처의 납품관리, ④ 조립부문의 공정균형, ⑤ 생산부문의 일정관리 등에 있다.

### 대량생산에 준한 공장의 공정관리
대량생산에 준한 공장의 공정관리 (大量生産－準－工場－工程管理)    부품은 표준견본에 의거하여 제조되고 제품은 고객으로부터 주문에 의한 생산공장으로, 표준화된 부품의 견적생산, 가공부품의 재고관리가 관리의 중심이 된다. 특히 공정관리는 가공부품의 재고관리를 중심으로 ① 주문품의 견본 결정, ② 부품의 주문별(注文別) 할당, ③ 조립·가공의 관리 ④ 부품제조지령서의 발급, ⑤ 부품가공공정의 일정관리, ⑥ 재료·외주 또는 구입부품의 납품관리가 중심이 된다.
| 〔표 1〕 공정분석기호 |          | |                                                         |
| 종류                  | 기호     | 내 용 | 예                                                      |
| 작업                  | ○        | 물품을 생산적인 목적에서 물리적·화학적으로 변화시킨다든지 정리한다든지 하는 일, 사무작업에서는 명령·계획·계산 등이 포함됨. | ① 가공제1공정 A8 A부품의 제8공정                        |
| 검사                  | □ ◇      | 물품의 수량이나 품질·특성을 조사하는 일, 특히 수량을 조사하는 경우에는 □, 품질·특성의 경우에는 ◇을 사용함.                 | ① 검사 제1공정 □질·양의 검사를 동시에 한다.             |
| 운반                  | → 또는 ○ | 물건을 어떤 장소에서 다른 장소로 이동시키는 일                                                                             | →운반차에 의한 운반 ⓝ 인력에 의한 운반                  |
| 정체 또는 저장        | ∇        | 물건이 창고에 보관되어 있는 상태 또는 작업장에서 착수, 작업대기 상태(작업대기를 특히 구분하는 경우에는 D의 기호를 사용함)  | △ 소재의 저장 ▽미완성품의 저장정체 D 공정간의 일시 대기 |

| 〔표 2〕 공정종류와 조사 검토항목 |                                          |                                     | |
|                                   | 공정의 종류                              | 관측사항                            | 검 토 항 목 |
|                                   |                                          |                                     | 검 토 항 목 |
| ○                                 | 기계설비 공구의 조건 작업자의 조건       | 가공시간 로 트 수                   | ① 각 가공 공정의 목적을 검토하고, 공정의 감소를 꾀한다. ② 가공방법을 쉽게 한다 ③ 가공시간· 준비시간의 단축화를 꾀한다. ④ 공정순서의 변경을 꾀한다. |
| □ ◇                               | 검사기구 검사방법 검사기준 검사자의 조건 | 검사시간 로 트 수                   | ① 공정의 감소를 꾀한다. ② 검사방법을 쉽게 한다. ③ 검사의 목적에 비추어 검사공정의 위치·시기를 적절히 한다.                                         |
| → (○)                             | 운반방법 운반공구 취급방법 통로 및 조건  | 운반시간 운반거리 중량용량 로 트 수 | ① 운반공정의 절감을 꾀한다. ② 운반노력의 절감을 꾀한다. ③ 운반거리의 단축을 꾀한다.                                                                |
| ▽ (D)                             | 장소 보관방법·조건 용기 보관자           | 저 장 정체시간 수 량                | ① 저장·정체공정의 감소를 꾀한다. ② 저장·정체시간의 감소를 꾀한다. ③ 저장·정체수량의 감소를 꾀한다. ④ 보관방법을 용이하게 한다.                     |

### 개별생산공장의 공정관리
주문품(注文品)의 견본에 의하여 제품설계가 시작되므로 공정관리는 이것이 결정된 후의 대일정계획(大日程計劃)이 최초의 관리초점이 된다. 소일정계획에서는 부품의 발주(發注), 공정의 가공순서·작업지시 및 진도통제가 관리대상이 된다.

## 공정관리의 기본적 방법

### 공정분석
제품의 제조공정과 사무작업의 흐름을 조사·분류·검토하는 기본적 방법이다. 이를 위하여 공정별 작업내용을 작업·검사·운반·정체 또는 저장의 4가지로 구분하고, 작업공정·운반경로·운반방법·보관방법·공정편성·설비 및 인원의 배치를 분석하여 문제점을 발견하고 그 개선안을 모색한다. 공정분석에 이용되는 기호는 〔표 1〕과 같고, 공정별 검토항목은 〔표 2〕에서 보는 바와 같다.

### 기준일정법
어떤 공정의 표준적 주문품을 가공하는데 소요되는 표준 소요일수를 설정하여 일정계획을 수립하는 방법이다. 예를 들면 도금공정의 표준 일정을 2일, 조립공정의 표준일정을 5일이라 하면, 납기 10월 20일에 대한 조립공정 착수일은 10월 16일, 도금 공정 착수일은 10월 14일이어야 된다는 것이다.
(1) 기준 일정의 구성요소 ― ① 순가공시간=가공로트의 크기×표준시간+준비시간, ② 대기시간=공정의 평균 대기주문수×주문당 평균, ③ 공정간 운반시간, ④ 전표의 처리시간, ⑤ 여유시간.
(2) 기준일정의 산출방법 ― ① 과거의 경험에 의한 견적방법, ② 갠트 차트(Gantt chart)에 의한 분석법, ③ 대기 모델에 의한 방법

### 라인 밸런싱
작업자를 작업현장에 균형있게 배치하는 것을 검토하는 방법이다. 한 사람의 작업자에 할당되는 작업량을 컨베이어 속도(택트 시간)에 의하며 이는 소요생산량·컨베이어의 조건에 따라 1차적으로 결정된다. 그 다음 작업량의 균형을 고려하여 라인 밸런싱 손실을 최소로 하는 방법을 검토한다.
라인 밸런싱을 검토하는 데에는, ① 세부작업명 및 작업시간, ② 작업순서, ③ 작업성질에 따른 고려사항, ④ 작업순서의 허용도, ⑤ 택트 타임 등에 관한 자료가 필요하다.
작업할당 결과 나타나는 작업자의 유휴 시간과 실제 작업시간의 비율은 밸런스 손실이라 하고, 이는 라인밸런싱의 평가 기준이 된다.

### 직장별 시뮬레이션
납기관리·공정가동률의 향상을 위한 방법에는 시뮬레이션이 있다.

## 같이 보기
- 액추에이터
- 자동화
- 제어공학
- 제어 시스템
- 제어이론
- 제어 가능성
- 크루즈 컨트롤
- 분산 제어 시스템
- 피드백
- 필드버스
- 라플라스 변환
- 음성 피드백
- 비선형 제어
- 양성 피드백
- 프로그래머블 로직 컨트롤러
- 스카다
- 트랜스듀서
- 밸브